# Marija Sinizyna
Marija Sinizyna (kasachisch Мария Синизина, engl. Transkription Mariya Sinitsyna; * 31. März 2003) ist eine kasachische Tennisspielerin.

## Karriere
Sinizyna begann mit acht Jahren das Tennisspielen und bevorzugt Sandplätze. Sie spielt vorrangig auf der ITF Women’s World Tennis Tour, wo sie einen Titel im Doppel gewinnen konnte.

## Turniersiege

### Doppel
| Nr. | Datum           | Turnier | Kategorie | Belag     | Partnerin        | Finalgegnerinnen                  | Ergebnis  |
| --- | --------------- | ------- | --------- | --------- | ---------------- | --------------------------------- | --------- |
| 1.  | 26. August 2023 | Baku    | ITF W15   | Hartplatz | Arina Solomatina | Nadezda Khalturina Polina Leikina | 6:1, 7:65 |